# NGC 3290
NGC 3290 is een balkspiraalstelsel in het sterrenbeeld Waterslang. Het hemelobject werd in 1886 ontdekt door de Amerikaanse astronoom Francis Preserved Leavenworth.

## Synoniemen
- MCG -3-27-20
- Arp 53
- PGC 31347
- IRAS 10328-1701
- PGC 31346